# 1911 a tudományban
Az 1911. év a tudományban és technikában.

## Felfedezések
- * december 14. – Roald Amundsen norvég sarkkutató és négyfős csapata elsőként eléri a Déli-sarkot

## Fizika
- Ernest Rutherford elvégzi a híres Rutherford-kísérletet, mely az összetett elemi részecskék létezését bizonyította
- Heike Kamerlingh Onnes felfedezi a szupravezetést
- Charles Thomson Rees Wilson tökéletesíti a ködkamra elméletét

## Technika
- január 18. – Az Eugene Ely első repülőgépként landol egy hajó (USS Pennsylvania) fedélzetén.
- november 4. – Az MS Selandia, a világ első dízelmotorral épített hajója kifut Dániából.
- Georges Claude létrehozza a neonlámpát

## Díjak
- Nobel-díjak
  - Fizikai Nobel-díj – Wilhelm Wien
  - Fiziológiai és orvostudományi Nobel-díj – Allvar Gullstrand
  - Kémiai Nobel-díj – Marie Curie
- A Royal Society érmei
  - Copley-érem – George Howard Darwin
  - Davy-érem – Henry Edward Armstrong
  - Hughes-érem – Charles Thomson Rees Wilson
  - Royal-érem – William Maddock Bayliss, George Chrystal

## Születések
- március 26. – Bernard Katz megosztott Nobel-díjas német-ausztrál-brit biofizikus, neurofiziológus († 2003)
- április 3. – Michael Woodruff angol kutató sebészorvos († 2001)
- április 6. – Feodor Lynen Nobel-díjas (megosztva) német biokémikus († 1979)
- április 8. – Melvin Calvin Nobel-díjas amerikai vegyész († 1997)
- május 22. – Anatol Rapoport orosz születésű, amerikai matematikai pszichológus († 2007)
- június 13. – Luis Walter Alvarez Nobel-díjas amerikai fizikus († 1988)
- július 9. – John Archibald Wheeler amerikai elméleti fizikus († 2008)
- augusztus 9. – William Alfred Fowler amerikai Nobel-díjas asztrofizikus († 1995)
- december 23. – Niels Kaj Jerne megosztott Nobel-díjas dán immunológus († 1994)

## Halálozások
- január 17. – Sir Francis Galton, angol felfedező, biológus (* 1822)
- március 1. – Jacobus Henricus van ’t Hoff, holland kémikus (* 1852)
- május 21. – Williamina Fleming német matematikus, az absztrakt algebra kutatója, a számítógépes algebra egyik úttörője (* 1857)
- május 24. – Ernst Julius Remak, német neurológus (* 1849)
- december 10. – Joseph Dalton Hooker, angol botanikus (* 1817)
- december 13. – Nyikolaj Nyikolajevics Beketov, orosz kémikus(* 1827)